# Беласица
Беласица (бугарски и македонски: Беласица, грчки: Μπέλες — Белес или Κερκίνη — Керкини) је планина у југоисточној Европи између северозападне Грчке (око 50%), југоисточног дела Северне Македоније (30%) и југозападне Бугарске (20%). На планини се одиграла битка 1014. између византијског цара Василија II и цара Самуила, која је довела до пропасти његове државе.
Планински масив је око 60 km дугачак и широк између 7 и 9 km. Планина се налази североисточно од Дојранског језера. Највиши врхови су Радомир (Калабак) који се налази на 2.029 m надморске висине на бугарско-грчкој граници и Поље 1.888 m на самој тромеђи. Клима ове регије подлеже јаком медитеранском утицају. На делу планије у Северној Македонији налази се познати Смоларски водопад. Планина се налази у близини града Струмица у Северној Македонији и града Петрича у Бугарској.
Беласица је 2003. постала еврорегион.

## Галерија
- Позиција на карти
- Беласица
- Напуштени торањ на бугарској страни
- Водопад Смоларе у Макдонији
- поглед на Беласицу са језера Керкини